# Sandra Bullock
Sandra Annette Bullock (* 26. července 1964 Arlington, Virginie, USA) je americká filmová herečka a producentka. Je držitelka jedné ceny Oscara ze dvou nominací a dvou Zlatých globů z pěti nominací.
Popularitu získala v polovině 90. let 20. století snímky jako Demolition Man (1993), Nebezpečná rychlost (1994) nebo Zatímco jsi spal (1995). Mezi její další úspěchy patří filmy Slečna Drsňák (2000), Láska s výstrahou (2002), Crash (2004), Návrh (2009), Zrození šampióna (2009) a Gravitace (2013).

## Životopis
Jejími rodiči jsou operní pěvkyně Helga Meyerová, původem z Německa, která zemřela na rakovinu 4. dubna 2000, a hlasový učitel John Bullock z Alabamy. Jako dítě zpívala v pěveckém sboru v Německu, kde rovněž studovala balet a zahrála si i malé role v některých matčiných operách. 12 let žila v německém Fürthu - dodnes mluví plynně německy. Navštěvovala střední školu Washington-Lee High School, kde byla členkou klubu roztleskávaček a byla třídou zvolena za „dívku, jež nejlépe rozjasní váš den“.

## Kariéra

### 1987–99: Průlom v kariéře
Herectví vystudovala na East Carolina University (ECU). Školu však opustila a začala se věnovat herectví v New Yorku, jenže poznala, že prosadit se nebude jednoduché. Přestěhovala se do Los Angeles v Kalifornii, kde začínala s malými rolemi v několika nezávislých filmech, později si zahrála ústřední postavu v televizním seriálu Podnikavá dívka.
Její první velká filmová role však přišla s filmem Demolition Man z roku 1993, v němž se objevila vedle Sylvestera Stallonea a Wesleyho Snipese. O rok později následoval snímek Nebezpečná rychlost s Keanu Reevesem. Za další film Zatímco jsi spal (1995) získala Zlatý glóbus v kategorii Nejlepší herečka v muzikálu nebo komedii. 11 milionů dolarů získala za film Nebezpečná rychlost 2: Zásah.

### 2000–08
V roce 2000 získala roli ve filmu Slečna Drsňák, který po celém světě vydělal 212 milionů dolarů. Za tento film získala další nominaci na Zlatý glóbus. Po boku Hugha Granta si zahrála v roce 2002 ve filmu Láska s výstrahou.
V roce 2004 se objevila ve vedlejší roli ve snímku Crash, za kterou získala kladné hodnocení kritiky. Někteří kritikové dokonce mluvili o tom, že se jedná o nejlepší roli v její kariéře. O dva roky později se znovu na plátně setkala se svým partnerem z Nebezpečné rychlosti Keanu Reevesem ve snímku Dům u jezera, nicméně jejich postavy se kvůli zápletce filmu objevovaly vždy odděleně. Ve stejném roce ztvárnila spisovatelku Harper Lee ve filmu Pochybná sláva.

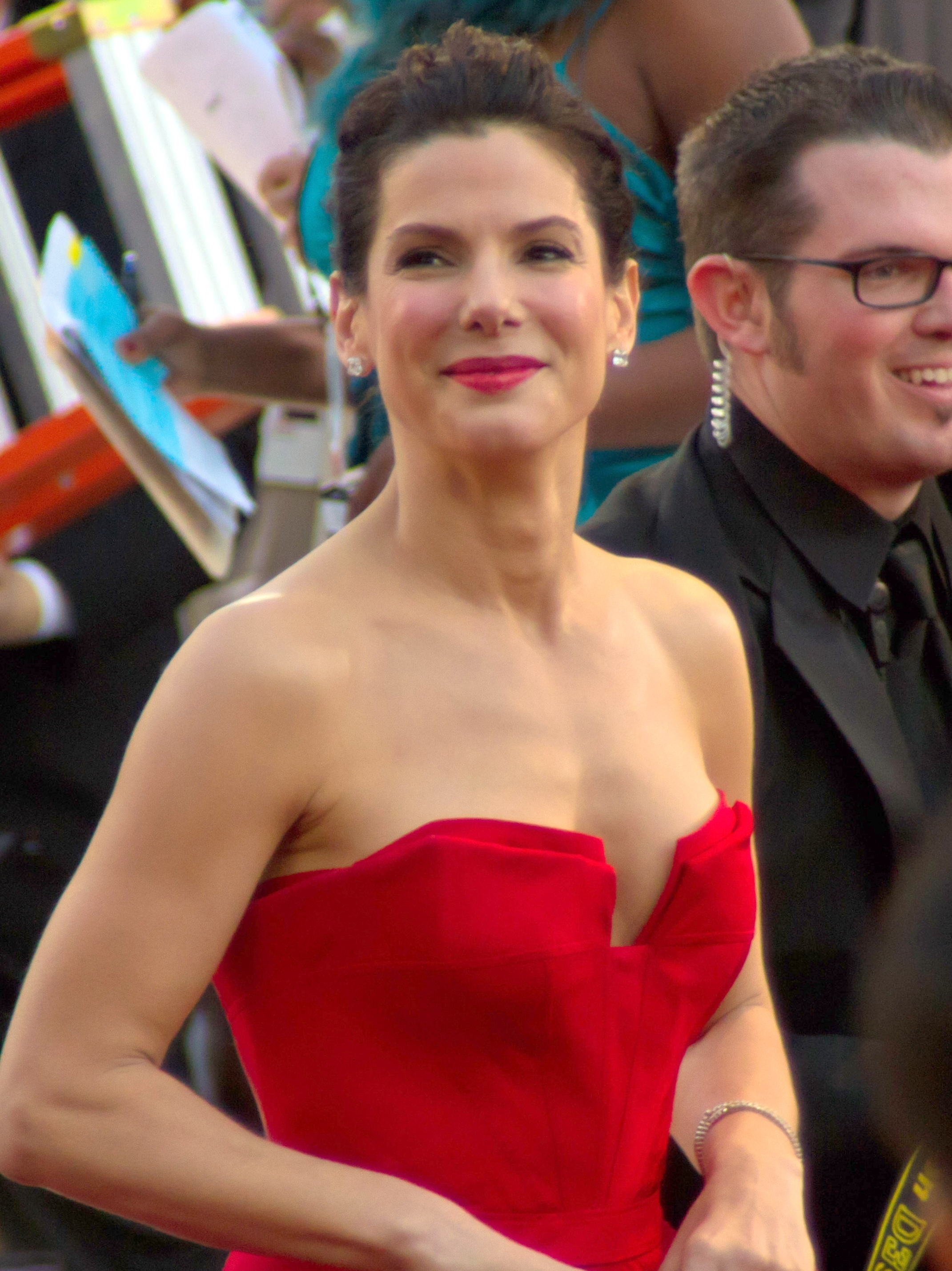
Sandra Bullock na 83. ročník předávání Oscarů v roce 2011

### 2009–12
Jako obzvláště úspěšný se pro herečku jeví rok 2009. Nejdříve byla uvedena do kin její romantická komedie s Ryanem Reynoldsem Návrh, která utržila po celém světě více než 314 milionů dolarů, a za niž herečka získala také nominaci na Zlatý glóbus v kategorii Nejlepší ženský herecký výkon ve filmovém muzikálu nebo komedii. Později téhož roku měl premiéru také snímek Zrození šampióna, který se stal prvním filmem v historii, jenž utržil více než 200 milionů dolarů s pouze jednou velmi známou ženskou hvězdou. Za tento film získala v dalším roce Zlatý glóbus v kategorii Nejlepší herečka v dramatu a Oscara v kategorii Nejlepší herečka v hlavní roli. Pouze jeden den před předáváním Oscarů obdržela také Zlatou malinu za roli ve filmu Slečna zamilovaná v kategorii Nejhorší herečka, kterou si přišla vyzvednout osobně. Stala se tak jediným hercem v historii, kterému byl tentýž rok udělen Oscar i Zlatá malina. V roce 2011 hrála ve filmu Neuvěřitelně hlasitě & nesmírně blízko, který byl natočen podle stejnojmenné knihy.

### 2013–současnost
V roce 2013 se objevila vedle Melissy McCarthy v komedii Drsňačky. Ten se setkal jak s pozitivním ohlasem kritiky, tak s komerčním úspěchem.
Ve stejném roce ztvárnila také hlavní roli kosmonautky Ryan Stoneové ve filmu Alfonsa Cuaróna Gravitace, který měl premiéru na festivalu v Benátkách, kde byl přijat potleskem ve stoje a celkově byl dobře hodnocen kritiky. Uznání se dostalo i výkonu Sandry Bullock, a někteří kritici film dokonce nazvali nejlepším dílem její kariéry. Za svůj herecký výkon byla nominovaná na Zlatý glóbus v kategorii Nejlepší herečka v dramatu, na Oscara v kategorii Nejlepší herečka v dramatickém filmu, na BAFTA Award v kategorii Nejlepší herečka v hlavní roli a další.
Založila i svoji vlastní produkční společnost Fortis Films, která produkovala např. film Slečna zamilovaná Má hvězdu na Hollywoodském chodníku slávy. Bullock si zahrála v ženské verzi filmu Debbie a její parťačky (2018), inspirovanou filmem Dannyho parťáci. Režisérem filmu je Gary Ross. Ve stejném roce si zahrála v thrillerovém filmu Bird Box, ve filmové adaptaci stejnojmenné knihy od Joshe Malermana.

## Soukromý život
Chodila s Troyem Aikmanem, Matthewem McConaugheym a Ryanem Goslingem. Byla zasnoubená s hercem Tatem Donovanem. Nakonec se ale 16. července 2005 provdala za konstruktéra motocyklů Jesseho Jamese, se kterým se rozvedla v roce 2010. Od roku 2015 byl jejím partnerem fotograf Bryan Randall, který zemřel v srpnu 2023 po tříletém boji s amyotrofickou laterální sklerózou (ALS).
V říjnu 2004 vyhrála multimilionový soudní spor s Bennym Daneshjou, stavitelem jejího sídla v Lake Austin v Texasu, ve kterém nikdy nebydlela, neboť jej prohlásila za neobyvatelný. Stavitel však jakoukoliv chybu popíral a s rozsudkem nesouhlasil.
V lednu 2010 si adoptovala syna Louise Bardo Bullocka a v roce 2015 dceru Lailu.
Třikrát veřejně darovala Americkému červenému kříži 1 milion dolarů - nejprve na konto pro finanční pomoc příbuzným obětí z útoků 11. září 2001, podruhé ve prospěch pomoci lidem postiženým zemětřesením a tsunami v Indickém oceánu v prosinci 2004. Další 1 milion dolarů věnovala obětem zemětřesení na Haiti 2010 v roce 2010. Také soustavně podporuje Warren Easton Charter School ve městě New Orleans, nejstarší střední školu ve státě Louisiana, kterou zničil v roce 2005 hurikán Katrina.

## Filmografie

### Film
| Rok  | Název                                  | Role                                     | Poznámky                     |
| ---- | -------------------------------------- | ---------------------------------------- | ---------------------------- |
| 1987 | Hangmen                                | Lisa Edwards                             |                              |
| 1989 | Who Shot Patakango?                    | Devlin Moran                             |                              |
| 1989 | Rychle v balíku                        | Debbie Cosgrove                          |                              |
| 1992 | Nápoj lásky č. 9                       | Diane Farrow                             |                              |
| 1993 | Záhadné zmizení                        | Diane Shaver                             |                              |
| 1993 | Když skončí večírek                    | Amanda                                   |                              |
| 1993 | Věc zvaná láska                        | Linda Lue Linden                         |                              |
| 1993 | Demolition Man                         | Lenina Huxley                            |                              |
| 1993 | Amazonka v plamenech                   | Alyssa Rothman                           |                              |
| 1993 | Zápas s Hemingwayem                    | Elaine                                   |                              |
| 1994 | Nebezpečná rychlost                    | Annie Porterová                          |                              |
| 1994 | Who Do I Gotta Kill?                   | Lori                                     |                              |
| 1995 | Zatímco jsi spal                       | Lucy Eleanor Moderatz                    |                              |
| 1995 | Síť                                    | Angela Bennett                           |                              |
| 1996 | Uloupená srdce                         | Roz                                      |                              |
| 1996 | Čas zabíjet                            | Ellen Roark                              |                              |
| 1996 | Láska a válka                          | Agnes von Kurowsky                       |                              |
| 1997 | Nebezpečná rychlost 2: Zásah           | Annie Porterová                          |                              |
| 1998 | Přístav naděje                         | Birdee Pruitt                            | také výkonná producentka     |
| 1998 | Making Sandwiches                      | Melba Club                               | také režisérka a scenáristka |
| 1998 | Magická posedlost                      | Sally Owens                              |                              |
| 1998 | Princ egyptský                         | Miriam (hlas)                            |                              |
| 1999 | Živelná pohroma                        | Sarah Lewis                              |                              |
| 2000 | Stydlivý polda                         | Judy Tipp                                | také producentka             |
| 2000 | 28 dní                                 | Gwen Cummingsová                         |                              |
| 2000 | Slečna Drsňák                          | Gracie Hartová                           | také producentka             |
| 2002 | Vzorec pro vraždu                      | Cassie Mayweather / Jessica Marie Hudson |                              |
| 2002 | Podivná tajemství                      | Siddalee 'Sidda' Walker                  |                              |
| 2002 | Láska s výstrahou                      | Lucy Kelson                              | také producentka             |
| 2004 | Crash                                  | Jean Cabot                               |                              |
| 2005 | Miláček                                | paní Harkerová                           |                              |
| 2005 | Slečna Drsňák 2: Ještě drsnější        | Gracie Hartová                           | také producentka             |
| 2006 | Dům u jezera                           | Kate Forsterová                          |                              |
| 2006 | Pochybná sláva                         | Nelle Harper Leeová                      |                              |
| 2007 | Předtucha                              | Linda Hansonová                          |                              |
| 2009 | Návrh                                  | Margaret Tateová                         | také výkonná producentka     |
| 2009 | Slečna zamilovaná                      | Mary Horowitz                            | také producentka             |
| 2009 | Zrození šampióna                       | Leigh Anne Tuohy                         |                              |
| 2011 | Neuvěřitelně hlasitě & nesmírně blízko | Linda Schell                             |                              |
| 2013 | Drsňačky                               | Ashburnová                               |                              |
| 2013 | Gravitace                              | Dr. Ryan Stoneová                        |                              |
| 2015 | Mimoni                                 | Scarlet Overkill (hlas)                  |                              |
| 2015 | Vítězství je naše                      | Jane Bodine                              | také výkonná producentka     |
| 2018 | Debbie a její parťačky                 | Debbie Ocean                             | také výkonná producentka     |
| 2018 | V pasti                                | Malorie Hayes                            | také výkonná producentka     |
| 2021 | V nemilosti                            | Ruth Slater                              | také producentka             |
| 2022 | Ztracené město                         | Loretta Sage / Angela                    | také producentka             |
| 2022 | Bullet Train                           | Maria Beetle                             |                              |

### Televize
| Rok       | Název                                                            | Role            | Poznámky                         |
| --------- | ---------------------------------------------------------------- | --------------- | -------------------------------- |
| 1989      | Bionic Showdown: The Six Million Dollar Man and the Bionic Woman | Kate Mason      | TV film                          |
| 1989      | Starting from Scratch                                            | Barbara Webster | díl: „Confidence Game“           |
| 1989      | Vražda v Central Parku                                           | Stacy           | TV film                          |
| 1990      | Working Girl                                                     | Tes McGill      | 12 dílů                          |
| 2002–2004 | George Lopez                                                     | Amy             | 3 díly, také výkonná producentka |

## Ocenění a nominace
| Rok  | Ocenění                         | Kategorie                                              | Práce                                  | Výsledek  |
| ---- | ------------------------------- | ------------------------------------------------------ | -------------------------------------- | --------- |
| 1995 | MTV Movie Awards                | nejlepší herečka                                       | Nebezpečná rychlost                    | vítězství |
| 1995 | MTV Movie Awards                | nejžádanější žena                                      | Nebezpečná rychlost                    | vítězství |
| 1995 | MTV Movie Awards                | nejlepší filmové duo (sdíleno s Keanu Reevesem)        | Nebezpečná rychlost                    | vítězství |
| 1995 | MTV Movie Awards                | nejlepší filmový polibek (sdíleno s Keanu Reevesem)    | Nebezpečná rychlost                    | nominace  |
| 1995 | Nickelodeon Kid's Choice Awards | nejlepší filmová herečka                               | Nebezpečná rychlost                    | nominace  |
| 1996 | MTV Movie Awards                | nejlepší herečka                                       | Zatímco jsi spal                       | nominace  |
| 1996 | MTV Movie Awards                | nejžádanější žena                                      | Síť                                    | nominace  |
| 1996 | People's Choice Awards          | nejlepší filmová herečka                               | Zatímco jsi spal                       | vítězství |
| 1996 | Zlatý glóbus                    | nejlepší herečka: komedie nebo muzikál                 | Zatímco jsi spal                       | nominace  |
| 1997 | MTV Movie Awards                | nejlepší herečka                                       | Čas zabíjet                            | nominace  |
| 1997 | People's Choice Awards          | nejlepší filmová herečka                               | Čas zabíjet                            | vítězství |
| 1998 | People's Choice Awards          | nejlepší filmová herečka                               | Nebezpečná rychlost 2: Zásah           | nominace  |
| 1999 | People's Choice Awards          | nejlepší filmová herečka                               | Magická posedlost                      | vítězství |
| 1999 | Teen Choice Awards              | nejlepší filmový výbuch vzteku                         | Živelná pohroma                        | vítězství |
| 2000 | Nickelodeon Kid's Choice Awards | nejlepší herečka                                       | Živelná pohroma                        | nominace  |
| 2000 | Nickelodeon Kid's Choice Awards | nejlepší filmový pár (sdíleno s Ben Affleck)           | Živelná pohroma                        | nominace  |
| 2000 | People's Choice Awards          | nejlepší filmová herečka                               | Živelná pohroma                        | nominace  |
| 2001 | Teen Choice Awards              | nejlepší filmová herečka                               | Slečna Drsňák                          | nominace  |
| 2001 | Teen Choice Awards              | nejlepší filmový výbuch vzteku                         | Slečna Drsňák                          | nominace  |
| 2001 | Teen Choice Awards              | nejlepší vyčerpání                                     | Slečna Drsňák                          | vítězství |
| 2001 | Zlatý glóbus                    | nejlepší herečka: komedie nebo muzikál                 | Slečna Drsňák                          | nominace  |
| 2002 | Teen Choice Awards              | nejlepší filmová herečka: drama/akční/dobrodružný      | Podivná tajemství                      | nominace  |
| 2003 | People's Choice Awards          | nejlepší filmová herečka                               | Láska s výstrahou                      | nominace  |
| 2003 | Teen Choice Awards              | nejlepší filmová herečka: komedie                      | Láska s výstrahou                      | nominace  |
| 2003 | Teen Choice Awards              | nejlepší filmový výbuch vzteku                         | Láska s výstrahou                      | nominace  |
| 2005 | Teen Choice Awards              | nejlepší filmová herečka: komedie                      | Slečna Drsňák 2: Ještě drsnější        | vítězství |
| 2005 | Teen Choice Awards              | nejlepší taneční scéna (sdíleno s Reginou Kingovou)    | Slečna Drsňák 2: Ještě drsnější        | nominace  |
| 2006 | People's Choice Awards          | nejlepší filmová hvězda: žena                          | Slečna Drsňák 2: Ještě drsnější        | vítězství |
| 2006 | Screen Actors Guild Awards      | nejlepší filmové obsazení                              | Crash                                  | vítězství |
| 2006 | Teen Choice Awards              | nejlepší filmový polibek (sdíleno s Keanu Reevesem)    | Dům u jezera                           | vítězství |
| 2007 | Costume Designers Guild Awards  | ocenění prezidenta organizace                          |                                        | vítězství |
| 2007 | People's Choice Awards          | nejlepší filmová hvězda: žena                          | Dům u jezera                           | nominace  |
| 2008 | People's Choice Awards          | nejlepší filmová hvězda: žena                          | Předtucha                              | nominace  |
| 2009 | Teen Choice Awards              | nejlepší letní filmová hvězda: žena                    | Návrh                                  | nominace  |
| 2010 | MTV Movie Awards                | nejlepší herečka                                       | Zrození šampióna                       | nominace  |
| 2010 | MTV Movie Awards                | nejlepší komediální výkon                              | Návrh                                  | nominace  |
| 2010 | MTV Movie Awards                | nejlepší filmový polibek (sdíleno s Ryanem Reynoldsem) | Návrh                                  | nominace  |
| 2010 | MTV Movie Awards                | MTV generační ocenění                                  |                                        | vítězství |
| 2010 | Nickelodeon Kid's Choice Awards | nejlepší filmová herečka                               | Zrození šampióna / Návrh               | nominace  |
| 2010 | Oscar                           | nejlepší ženský herecký výkon v hlavní roli            | Zrození šampióna                       | vítězství |
| 2010 | People's Choice Awards          | nejlepší filmová herečka                               | Návrh                                  | vítězství |
| 2010 | People's Choice Awards          | nejlepší filmový tým (sdíleno s Ryanem Reynoldsem)     | Návrh                                  | nominace  |
| 2010 | Screen Actors Guild Awards      | nejlepší ženský herecký výkon v hlavní roli            | Zrození šampióna                       | vítězství |
| 2010 | Teen Choice Awards              | nejlepší filmová herečka: romantická komedie           | Návrh                                  | vítězství |
| 2010 | Teen Choice Awards              | nejlepší filmová chemie (sdíleno s Ryanem Reynoldsem)  | Návrh                                  | nominace  |
| 2010 | Teen Choice Awards              | nejlepší filmový polibek (sdíleno s Ryanem Reynoldsem) | Návrh                                  | nominace  |
| 2010 | Teen Choice Awards              | nejlepší filmový tanec (sdíleno s Betty Whiteovou)     | Návrh                                  | vítězství |
| 2010 | Teen Choice Awards              | nejlepší filmová herečka: drama                        | Zrození šampióna                       | vítězství |
| 2010 | Zlatý glóbus                    | nejlepší herečka: drama                                | Zrození šampióna                       | vítězství |
| 2010 | Zlatý glóbus                    | nejlepší herečka: komedie nebo muzikál                 | Návrh                                  | nominace  |
| 2012 | Teen Choice Awards              | nejlepší herečka: drama                                | Neuvěřitelně hlasitě & nesmírně blízko | nominace  |
| 2013 | Golden Schmoes Awards           | nejoblíbenější celebrita                               |                                        | nominace  |
| 2013 | Golden Schmoes Awards           | nejlepší ženský herecký výkon v hlavní roli            | Gravitace                              | vítězství |
| 2013 | Teen Choice Awards              | nejlepší letní filmová hvězda: žena                    | Drsňačky                               | vítězství |
| 2013 | Teen Choice Awards              | nejlepší filmová chemie (sdíleno s Melissou McCarthy)  | Drsňačky                               | vítězství |
| 2014 | MTV Movie Awards                | nejlepší herečka                                       | Gravitace                              | nominace  |
| 2014 | Nickelodeon Kid's Choice Awards | nejoblíbenější filmová herečka                         | Gravitace                              | nominace  |
| 2014 | Nickelodeon Kid's Choice Awards | nejoblíbenější akční herečka                           | Gravitace                              | nominace  |
| 2014 | People's Choice Awards          | nejlepší filmová herečka                               | Gravitace                              | vítězství |
| 2014 | People's Choice Awards          | nejlepší filmová herečka: drama                        | Gravitace                              | vítězství |
| 2014 | People's Choice Awards          | nejlepší filmové duo (sdíleno s Georgem Clooneym)      | Gravitace                              | vítězství |
| 2014 | People's Choice Awards          | nejlepší filmová herečka: komedie                      | Drsňačky                               | vítězství |
| 2014 | People's Choice Awards          | nejlepší filmové duo (sdíleno s Melissou McCarthy)     | Drsňačky                               | nominace  |
| 2014 | Oscar                           | nejlepší ženský herecký výkon v hlavní roli            | Gravitace                              | nominace  |
| 2014 | Screen Actors Guild Awards      | nejlepší ženský herecký výkon v hlavní roli            | Gravitace                              | nominace  |
| 2014 | Teen Choice Awards              | nejlepší filmová herečka: drama                        | Gravitace                              | nominace  |
| 2014 | Zlatý glóbus                    | nejlepší filmová herečka: drama                        | Gravitace                              | nominace  |
| 2016 | Nickelodeon Kid's Choice Awards | nejlepší hlas v animovaném filmu                       | Mimoni                                 | nominace  |
| 2016 | People's Choice Awards          | nejlepší hlas v animovaném filmu                       | Mimoni                                 | vítězství |
| 2016 | People's Choice Awards          | nejlepší filmová herečka                               | Vítězství je naše                      | vítězství |